# Kabupaten Cilacap
Kabupaten Cilacap är ett kabupaten i Indonesien.   Det ligger i provinsen Jawa Tengah, i den västra delen av landet, 280 km sydost om huvudstaden Jakarta. Antalet invånare är 1 761 387.